# Каракозов Анатолій Миколайович
Анатолій Миколайович Каракозов (нар. 9 квітня 1937, Миколаїв, СРСР) — радянський футболіст, воротар. Майстер спорту СРСР (1958).

## Життєпис
Вихованець миколаївського футболу.
У складі миколаївського «Будівельника» виступав у чемпіонаті УРСР. У 1956 році став срібним призером чемпіонату та фіналістом Кубку Миколаївської області, а двома роками раніше допоміг своїй команді завоювати Кубок області.
У 1957 році Каракозов був призваний до лав Збройних Сил СРСР, службу в яких проходив в одеському СКВО, і в тому ж році разом з одеськими армійцями став чемпіоном і володарем Кубку УРСР.
У 1958 році дебютував у змаганнях команд майстрів. За підсумками цього сезону армійці Одеси зайняли четверте місце в класі Б першості СРСР, що дозволило відразу одинадцятьом футболістам основного складу СКВО, включаючи і Анатолія Каракозова, отримати звання «Майстер спорту СРСР».
У 1960 році армійці Одеси вдало виступили в розіграші Кубку СРСР, в якому вперше в своїй історії і вперше в історії виступів одеських команд майстрів дійшли до півфіналу, де поступилися майбутньому володарю трофею - московському «Торпедо». Яскрава гра армійського колективу дозволила в тому році цілій низці гравців увійти в список 33-х найкращих футболістів України. Анатолій Каракозов був включений в цей список під № 2.
У 1960 році зіграв у товариському матчі збірної Одеси з міланським «Інтернаціонале», який відбувся на центральному стадіоні ЧМП 13 червня. Одесити в тому матчі здобули сенсаційну перемогу з рахунком 5:1, хоча фахівці футболу, історики й самі учасники цього матчу не схильні перебільшувати її значення, розуміючи, що футболісти «Інтера» явно несерйозно поставилися до гри.
У 1961 році СКА був дуже близький до підвищення в класі, проте в запеклому протистоянні, не дивлячись на чудову гру Каракозова, програв стикові матчі своєму головному опоненту тих років - одеському «Чорноморцю», який, втім, також не потрапив до вищого дивізіону через те, що найгіршу команду України того року, донецький «Шахтар», який завоював Кубок СРСР, звільнили від перехідних матчів.
У 1963 році Анатолій Каракозов став у складі СКА чемпіоном України і завоював право на перехід у клас «А». За регламентом армійці повинні були замінити в еліті найгіршу команду республіки в другій підгрупі. Довгий час у другому колі реальним претендентом був «Чорноморець». Однак «моряки» поліпшили гру, а пізніше Всесоюзна федерація в черговий раз затіяла розширення класу «А», і його взагалі ніхто не залишив.
31 липня 1963 року Каракозов потрапив у заявку збірної СРСР серед клубів на товариський матч зі збірною Японії, який проходив в Одесі на центральному стадіоні ЧМП. Збірна СРСР здобула розгромну перемогу з рахунком 8:0, але Каракозов на поле так і не вийшов: Лев Яшин захищав ворота радянської збірної потягом усіх 90 хвилин.
Зоряним сезоном у кар'єрі Каракозова став 1964 рік, за результатами якого армійці фінішували першими у другій підгрупі другої групи класу «А» і стали другими у фінальному турнірі, пропустивши вперед лише московський «Локомотив». Воротар у 23 матчах зберіг свої ворота в недоторканності. Його надійна гра у поєднанні з результативними діями партнерів по команді дозволила армійцям відсвяткувати вихід до вищого дивізіону.
Два вищолігові сезони в складі СКА стали для Анатолія Каракозова останніми в його кар'єрі професіонального гравця. Відігравши за одеських армійців в цілому 222 матчі за дев'ять років, голкіпер перейшов на тренерську роботу. У 1971 році він працював начальником команди і старшим тренером хмельницького «Динамо».
У 2001 році Анатолій Каракозов був включений в число найкращих футболістів Одеси ХХ століття.
В даний час Анатолій Миколайович проживає в США.